# Władysław Michalik
Władysław Michalik (ur. 28 marca 1911 w Krakowie, zm. 26 czerwca 2001 tamże) – polski hokeista grający na pozycji obrońcy, reprezentant Polski, trener hokejowy, sędzia piłkarski i hokejowy, działacz piłkarski i hokejowy.

## Kariera sportowa
Władysław Michalik karierę sportową rozpoczął w 1927 roku Wiśle Kraków. Następnie po rozwiązaniu sekcji w 1931 roku, w latach 1931–1934 reprezentował barwy Sokoła Kraków. Następnie został zawodnikiem Cracovii, w którym grał do zakończenia kariery w 1946 roku. W okresie występów w tym klubie dwukrotnie zdobył mistrzostwo Polski (1937, 1946) oraz brązowy medal mistrzostw Polski w sezonie 1935. Grał także amatorsko w piłkę nożną w Wiśle Kraków.

## Kariera reprezentacyjna
Władysław Michalik w latach 1936–1939 rozegrał 15 meczów w reprezentacji Polski. Dwukrotnie uczestniczył z reprezentacją Polski w mistrzostwach świata (1938 – 7. miejsce, 1939 – 6. miejsce).

## Sukcesy

### Cracovia
- Mistrzostwo Polski: 1937, 1946
- Brązowy medal mistrzostw Polski: 1935

### Odznaczenia
Za swoją działalność sportową otrzymał szereg odznaczeń i medali, wyróżnień i okolicznościowych odznak.
- Złoty Krzyż Zasługi
- Krzyż Kawalerski Orderu Odrodzenia Polski
- Medal "10-lecia Polski Ludowej"
- Medal honorowy "60-lecia PZPN"
- Medal honorowy "Za zasługi dla Polskiego Ruchu Olimpijskiego"
- Odznaka Honorowa PZHL
- Odznaka "100-lecia Sportu Polskiego"
- Odznaka „Zasłużony Działacz Kultury Fizycznej”
- Złota odznaka honorowa PZPN
- Złota odznaka "Zasłużony Sędzia PZHL"
- Złota odznaka "60-lecia Cracovii"[1][3]

## Po zakończeniu kariery
Władysław Michalik jeszcze w czasie II wojny światowej sędziował mecze mistrzostw Krakowa w piłce nożnej. Po zakończeniu działań wojennych sędziował mecze ekstraklasy oraz sędzią hokejowym i zdobył licencję sędziego międzynarodowego. Sędziował podczas igrzysk olimpijskich 1948 w Sankt Moritz oraz mistrzostw świata 1949 w Sztokholmie.
Następnie rozpoczął karierę trenerską. W 1950 roku przez kilka miesięcy był trenerem reprezentacji Polski. Trenował także m.in. Cracovię, Podhale Nowy Targ, Baildon Katowice.
Działał również w strukturach PZPN i PZHL. W latach 1945–1947 był członkiem zarządu głównego PZPN, w latach 1946–1953 oraz w latach 1976–1979 zasiadał w zarządzie PZHL, w latach 1952–1961 był wiceprezesem Wydziału Sędziowskiego Krakowskiego OZPN, w latach 1953–1958 zasiadał w Kolegium Sędziów PZPN, w latach 1963–1984 członek, a w latach 1964–1984 przewodniczący Wydziału Sędziowskiego PZHL, w latach 1975–1977 był wiceprezesem Krakowskiego OZPN, w latach 1972-1981 był kwalifikatorem szczebla centralnego Polskiego Kolegium Sędziów PZPN, a także był kwalifikatorem szczebla centralnego Kolegium Sędziów, członkiem Centralnej Komisji Szkolenia Kwalifikatorów Polskiego Kolegium Sędziów PZHL oraz Rady Seniorów Cracovii.

## Życie prywatne
Władysław Michalik był żonaty z Julią z d. Kęsek (1914-1984), z którą miał dwójkę dzieci. Zmarł 26 czerwca 2001 roku w Krakowie, gdzie został pochowany 2 lipca 2001 roku na Cmentarzu Salwatorskim.